# آزوگوئس
آزوگوئس (به اسپانیایی: Azogues) یک منطقهٔ مسکونی در اکوادور است که در استان کانیار واقع شده‌است. آزوگوئس ۶۰٫۹۴ کیلومتر مربع مساحت و ۴۰٬۰۰۰ نفر جمعیت دارد و ۲٬۵۱۸ متر بالاتر از سطح دریا واقع شده‌است.